# Edwin Foster Coddington
Edwin Foster Coddington (24 de junio de 1870-21 de diciembre de 1950) fue un astrónomo estadounidense.
Codescubrió el cometa C/1898 L1 (Coddington-Pauly), también conocido por su designación antigua Cometa 1898 VII. También descubrió 3 asteroides entre 1898 y 1899, y la galaxia IC 2574, en la Osa Mayor, posteriormente conocida como Nebulosa Coddington.
El Centro de Planetas Menores acredita sus descubrimientos como E.F.Coddington.

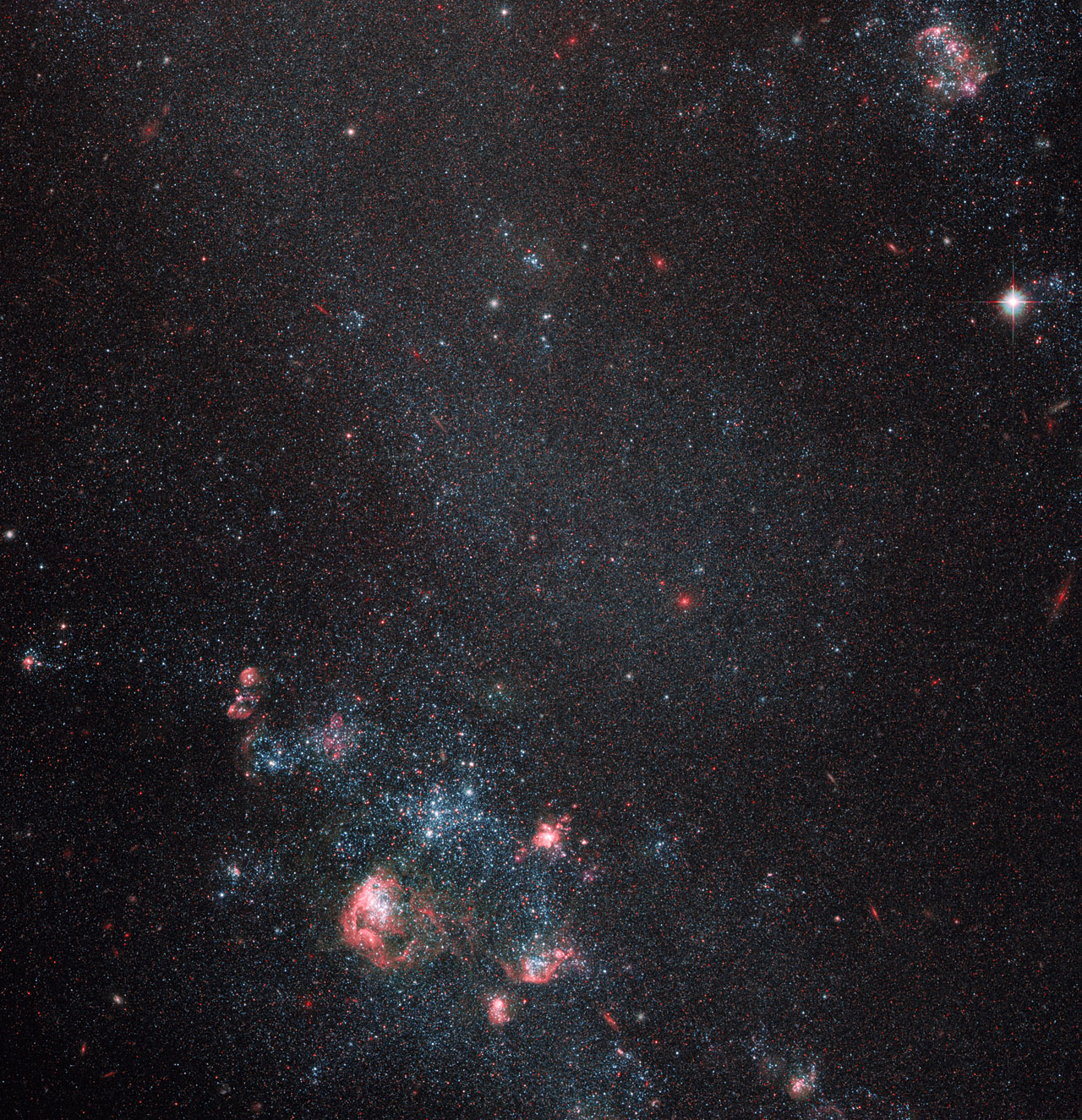
IC 2574 es comúnmente conocida como la Nebulosa Coddington, por el astrónomo americano Edwin Coddington, que la descubrió en 1898.

| (439) Ohio     | 13 de octubre de 1898 |
| (440) Theodora | 13 de octubre de 1898 |
| (445) Edna     | 2 de octubre de 1899  |

## Biografía
Coddington nació en el Condado de Miami en Ohio el 24 de junio de 1870. Realizó sus estudios en la Universidad Estatal de Ohio hasta 1897, recibiendo su máster en astronomía. En 1902 recibió el Doctorado en Físicas en la Universidad de Berlín.
En agosto de 1897 fue al Observatorio Lick con una beca. Durante los 3 años que pasó allí (hasta junio de 1900) trabajó con el refractor de 12" y el telescopio Crocker de 6". Con ellos hizo los descubrimientos de nebulosas, cometas y asteroides descritos con anterioridad.
Tras su paso por Lick se volvió a la Universidad Estatal de Ohio como Profesor asistente de Matemáticas. En 1925 se convirtió en profesor de Mecánica, trabajando en el campo de la ingeniería geodésica hasta su jubilación en 1940. También desarrolló métodos que utilizan el sol y las estrellas para topografía.
Coddington murió el 21 de diciembre de 1950 en Columbus.

## Publicaciones
- Azimuth determination de E.F. Coddington, publicado por el College of Engineering de la Universidad Estatal de Ohio (1933)[5]